# 3-D Ultra Pinball: Creep Night
3-D Ultra Pinball: Creep Night es un videojuego lanzado en 1996 para Windows y Macintosh, y es el segundo juego de la serie de videojuegos 3-D Ultra Pinball.

## Jugabilidad
3-D Ultra Pinball: Creep Night es un juego en el que los jugadores usan los flippers y las bolas de pinball para defenderse de los monstruos, utilizando el Castillo, la Torre y la Mazmorra como escenarios para cada mesa.

## Recepción
Charlotte Panther revisó el juego para Computer Gaming World, lo recomendó para jugadores principiantes y experimentados y afirmó que «Creep Night es un juego entretenido con muchas posibilidades de rejugabilidad».
3-D Ultra Pinball: Creep Night recibió una puntuación de 3 sobre 5 de MacUser.
Robert Edvardsson de Mac Game Gate elogió los efectos de sonido, la música y los gráficos, llamándolo «uno de los mejores simuladores de pinball disponibles para Mac».
El crítico de PC Multimedia & Entertainment calificó el juego con un 88% y dijo que «Creepnight ofrece el equilibrio justo entre imágenes y sonidos excelentes, con una jugabilidad adictiva y cautivadora».
Monica Stoscheck de la revista alemana PC Player le dio al juego 4 estrellas, mientras que la revista alemana PC Joker calificó el juego con un 74%, y la revista checa Score solo lo calificó con 3 de 10.
Chuck Miller de Gamecenter dijo que «Una gran cantidad de preferencias configurables, múltiples ajustes de nivel de habilidad y una gran cantidad de opciones de detalles alternables hacen de Creep Night uno de los juegos de pinball más adaptables para llamar la atención».

## Reseñas
- PC Gamer (EE. UU.) (febrero de 1997)
- Gamezilla (17 de agosto de 2000)
- Jugador de PC (1997)
- Mac Ledge (2 de noviembre de 1996)
- Game Revolution (5 de noviembre de 1996)[9]
- Power Play (septiembre de 1996)
- Computer Games Magazine (29 de septiembre de 1996)
- PC Action (Alemania) (septiembre de 1996)
- Puntuación máxima (enero de 1997)
- Puntuación más alta (febrero de 1997)